# Липень, Казимеж
Казимеж Липень (пол. Kazimierz Lipień); 6 февраля 1949, Яцкув, гмина Чарны-Бур, Валбжихский повят, Нижнесилезское воеводство, Польша — 13 ноября 2005, Нью-Йорк, США) — польский борец греко-римского стиля, чемпион и призёр Олимпийских игр, двукратный чемпион мира, трёхкратный чемпион Европы, 13-кратный чемпион Польши (1968—1980), трёхкратный чемпион Швеции (1981, 1985 по греко-римской борьбе, 1982 по вольной борьбе). Первый поляк-олимпийский чемпион по борьбе. Брат-близнец серебряного призёра олимпийских игр, чемпиона мира Юзефа Липеня.

## Биография
Родился в городе Еленя-Гура близ Яцкува в Силезии, на несколько минут раньше брата-близнеца. С 12 лет оба брата начали занятия борьбой в клубе Краконоше в Еленя-Гуре, но через несколько лет переехали в Дембицу, где начали заниматься в клубе Вислока.
В 1968 году впервые стал чемпионом Польши и побеждал на всех чемпионатах страны до 1980 года.
В 1970 году дебютировал на чемпионате мира, но остался за чертой призёров; то же самое произошло на чемпионате Европы (7 место). В 1971 году стал вице-чемпионом мира. На чемпионате Европы 1972 года завоевал «бронзу».
На Летних Олимпийских играх 1972 года в Мюнхене боролся в категории до 62 килограммов (полулёгкий вес). Выбывание из турнира проходило по мере накопления штрафных баллов. За чистую победу штрафные баллы не начислялись, за победу за явным преимуществом начислялось 0,5 штрафных балла, за победу по очкам 1 штрафной балл, за ничью 2 или 2,5 штрафных балла, за поражение по очкам 3 балла, поражение за явным преимуществом 3,5 балла, чистое поражение — 4 балла. Если борец набирал 6 или более штрафных баллов, он выбывал из турнира. Титул оспаривали 19 человек. Казимеж Липень, проиграв в пятом круге, выиграл схватку за третье место и получил бронзовую медаль.
| Круг | Соперник             | Страна                                | Результат | Основание                | Время схватки |
| ---- | -------------------- | ------------------------------------- | --------- | ------------------------ | ------------- |
| 1    | Теодул Тулотт        | Франция                               | Победа    | Туше (0 штрафных баллов) | 8:34          |
| 2    | Ласло Реци           | Венгрия                               | Победа    | 3-1 (1 штрафной балл)    |               |
| 3    | Стелиос Мигиакис     | Греция                                | Победа    | Туше (0 штрафных баллов) | 5:37          |
| 4    | Славко Колетич       | Югославия                             | Победа    | 7-1 (0,5 штрафных балла) |               |
| 5    | Хейнц-Хельмут Велинг | Германская Демократическая Республика | Поражение | Туше (4 штрафных балла)  | 8:00          |
| 6    | Хидэо Фудзимото      | Япония                                | Победа    | 3-1 (1 штрафной балл)    |               |

В 1973 году стал чемпионом мира и занял второе место на чемпионате Европы. В 1974 году подтвердил своё звание чемпиона мира, а в 1975 году остался с серебряной медалью. Но зато завоевал золотую медаль чемпионата Европы, и на следующий год подтвердил своё звание.
На Летних Олимпийских играх 1976 года в Монреале боролся в категории до 62 килограммов (полулёгкий вес). Регламент в основном остался прежним, титул оспаривали 17 человек. В финальных схватках медали между собой разыгрывали советский борец Нельсон Давидян, венгр Ласло Реци и Казимеж Липень. Поляк проиграл советскому борцу, но он, в свою очередь, проиграл до этого венгру. Для золотой медали Липень должен был выигрывать у венгра по меньшей мере за явным преимуществом, чтобы не получить штрафных баллов. Он сумел это сделать ценой громадных усилий

Борьба закончилась, когда Речи был нижним в партере. Прозвучал гонг. Ласло поднялся и ушёл в свой угол. А Казимеж не мог встать с колен. Его поднял арбитр. А на табло горел счет — 13:4. В пользу Липеня!— http://stroymetr.com/nedvizhimost-za-rubezhom/doma-v-azii/pyatikratnyj-chempion-mira-viktor-igumenov/
| Круг  | Соперник           | Страна                                    | Результат | Основание                                     | Время схватки |
| ----- | ------------------ | ----------------------------------------- | --------- | --------------------------------------------- | ------------- |
| 1     | Ховард Стапп       | Канада                                    | Победа    | 37-x (0 штрафных баллов)                      |               |
| 2     | Хоаким Хесус Вьера | Португалия                                | Победа    | Туше (0 штрафных баллов)                      | 1:59          |
| 3     | Стоян Лазаров      | Болгария                                  | Победа    | 16-x (0 штрафных баллов)                      |               |
| 4     | Стелиос Мигиакис   | Греция                                    | Победа    | Дисквалификация соперника (0 штрафных баллов) | 8:55          |
| 5     | -                  | -                                         | -         | -                                             |               |
| 6     | Нельсон Давидян    | Союз Советских Социалистических Республик | Поражение | 6-10 (3 штрафных балла)                       | -             |
| Финал | Ласло Реци         | Венгрия                                   | Победа    | 13-4 (0 штрафных баллов)                      |               |

В 1977 и 1978 годах оставался вторым на чемпионатах мира, в 1978 году стал трёхкратным чемпионом Европы, в 1979 году остался третьим на чемпионате Европы.
На Летних Олимпийских играх 1980 года в Москве боролся в категории до 68 килограммов (полулёгкий вес). Регламент в основном остался прежним, титул оспаривали 13 человек. Проиграв две схватки, Казимеж Липень из турнира выбыл.
| Круг | Соперник         | Страна   | Результат | Основание                                     | Время схватки |
| ---- | ---------------- | -------- | --------- | --------------------------------------------- | ------------- |
| 1    | Стелиос Мигиакис | Греция   | Поражение | 2-4 (3 штрафных балла)                        |               |
| 2    | Ларс Малквист    | Швеция   | Победа    | Дисквалификация соперника (0 штрафных баллов) | 5:29          |
| 3    | Панайот Киров    | Болгария | Поражение | 3-5 (3 штрафных балла)                        |               |

О манере борьбы Казимежа Липеня и представляющих интерес проблемах братьев-близнецов в спортивной жизни:

Казимеж — оригинал! На тренировках он десятки раз отрабатывает множество приёмов, но ни разу «вертушку». Почему? А потому, что это его коронный прием и потому, что «она у меня и так срабатывает». Похоже, что правду сказал не он, а Юзеф: «Казик, как и все спортсмены, суеверный немного. Он „вертушку“ не тренирует, а она его вывозит. Он боится, что, если начнет тренировать, она перестанет получаться. Чудак, правда?» 

Уже много лет Казимеж, не отрабатывая «вертушку» на тренировках, мастерски пользуется ею на соревнованиях. И из-за этой «вертушки» с ним однажды произошло недоразумение. 

На международном турнире в Хельсинки он встретился с венгром Рёчи…Казимеж не провел ни одной «вертушки» и проиграл по баллам. Через месяц чемпионат Европы, первая схватка с Ласло Рёчи. 

— Я провел пять или шесть «вертушек» и выиграл по баллам. Рёчи поднял крик: «Это не Казимеж, он не умеет проводить „вертушки“, это — Юзеф!» А Юзеф в Людвигсгафене был туристом, сидел со своими, наверное, 70 килограммами на трибуне и пил, сколько хотел, кока-колу. Я позвал его, все видят, он толстый, вес гонять не надо. Успокоились. Но я не успокоился. С шестью следующими противниками боролся только «вертушкой». Я вам скажу: если у тебя есть брат-близнец — это бардзо много проблем создаёт…— http://stroymetr.com/nedvizhimost-za-rubezhom/doma-v-azii/pyatikratnyj-chempion-mira-viktor-igumenov/
Окончил рабочий техникум в 1972 году, и школу физкультурного образования в Варшаве в 1980 году.
В 1981 году закончил карьеру в Польше и переехал в Швецию, где стал тренером и некоторое время совмещал тренерскую работу с выступлениями, став трёхкратным чемпионом Швеции. Тренировал в Швеции до 1991 года (клубы Vasteras (1981—1983), Balingsloev (1984—1985), Varberg Bois B.K. (1985—1988), Hoor B. K. (1988—1991). С 1991 года тренировал молодёжную сборную Польши.
Умер 13 ноября 2005 года в Нью-Йорке, оставив жену и двоих сыновей. Похоронен в Дембице; там же проводится турнир памяти Казимежа Липеня

## Интересные факты
Братья-близнецы Казимеж Липень и Юзеф Липень являются первыми в истории греко-римской борьбы родными братьями, ставшими чемпионами мира на одном чемпионате. И вторыми в истории борьбы после братьев Нуреттина Зафера и Хайдара Зафера, ставшими чемпионами мира по вольной борьбе в 1951 году.